# Consulta dei cittadini sammarinesi all'estero
La Consulta dei cittadini sammarinesi all'estero è l'organismo che mette in collegamento le Istituzioni dello Stato ed i cittadini sammarinesi all'estero.
Scopi ed obiettivi della Consulta sono:
- facilitare il mantenimento di più stretti legami fra i Sammarinesi residenti all'estero e la madrepatria;
- portare direttamente a conoscenza degli uffici della Segreteria di Stato per gli Affari Esteri i problemi che riguardano l'emigrazione sammarinese nel mondo;
- promuovere l'esame, nelle sedi competenti, dei più importanti temi di interesse delle Comunità;
- esprimere l'opinione dei Sammarinesi all'estero sulla politica generale del Paese.

## Organizzazione
La Consulta dei cittadini sammarinesi all'estero al suo interno è strutturata nel seguente modo:
- Assemblea, che esprime la rappresentanza delle Comunità sammarinesi all'estero e che deve essere convocata a San Marino almeno una volta all'anno;

- Presidente dell'Assemblea, eletto annualmente a maggioranza semplice dall'Assemblea stessa;

- Ufficio di Presidenza, composto da cinque membri eletti dall'Assemblea per la durata di un anno, con compiti di organizzazione e coordinamento dell'attività della Consulta, nonché di attuazione dei deliberati assembleari.